# Ordem dórica

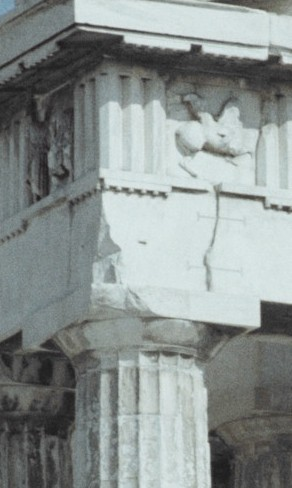
Capitel e entablamento dórico, Partenon

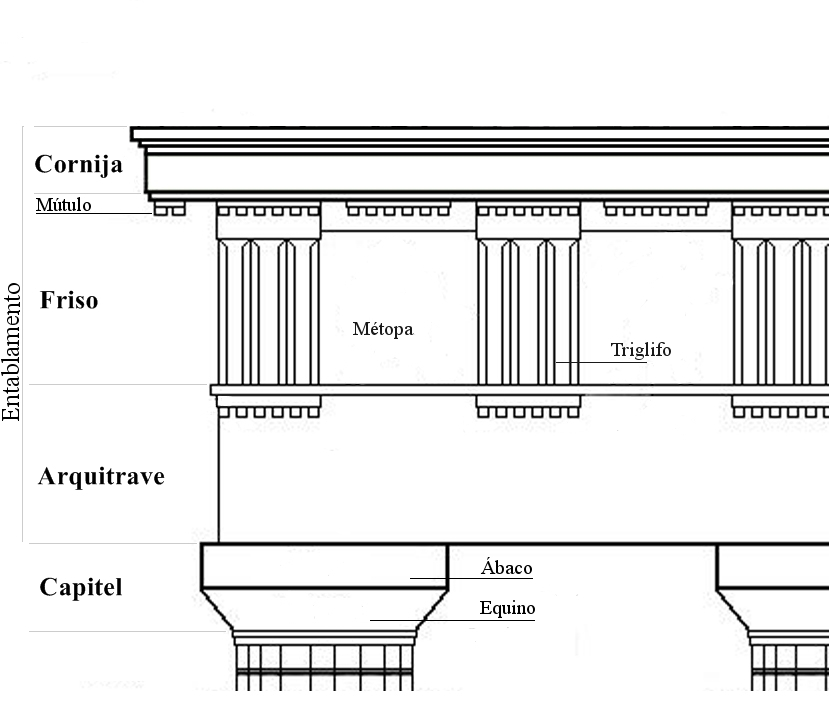
Elementos arquitetónicos na ordem dórica

A ordem dórica é a mais rústica das três ordens arquitetónicas gregas, de acordo com Vitrúvio é quase certo que esta ordem se originou de um tipo primitivo de construção em madeira. Entre as suas características é possível citar as colunas desprovidas de base, assentando no último degrau ou estilóbato; capitel despojado, arquitrave lisa, friso com métopas e tríglifos, e mútulos sob o frontão. Possui vinte linhas verticais.

## Origem
A coluna de estilo dórico surgiu nas costas do Peloponeso, ao sul, no início do século VII a.c. A ordem dórica, a mais antiga das existentes na arte grega, apresenta formas geométricas, regras rígidas, uma elegância formal e um equilíbrio de proporções. É principalmente empregada no exterior de templos dedicados a divindades masculinas e é a mais simples das três ordens gregas definindo um edifício em geral baixo e de caráter sólido. A coluna não tem base, tem entre quatro e oito módulos de altura, o fuste é raramente monolítico e apresenta vinte estrias ou sulcos verticais denominados de caneluras. O capitel é formado pelo equino, ou coxim, que se assemelha a uma almofada e por um elemento quadrangular, o ábaco. O friso é intercalado por módulos compostos de três estrias verticais, os tríglifos, com dois painéis consecutivos lisos ou decorados, as métopas. A cornija apresenta-se horizontal nas alas, quebrando-se em ângulo nas fachadas de acordo com o telhado de duas águas.
A versão romana transmite, em geral, maior leveza através das suas dimensões mais reduzidas.
| 1. Tímpano do frontão 2. Acrotério 3. Cornija rampante 4. Cornija horizontal 5. Mútula 6. Geison 7. Friso 8. Tríglifo 9. Métopa 10. Régula (consola) 11. Gota 12. Ténia (arquitetura) 13. Arquitrave 14. Capitel 15. Ábaco 16. Equino 17. Coluna 18. Canelura 19. Estilóbata 20. Crépis ou estereóbata | Elementos da ordem dórica |